# Comuna Valea Crișului, Covasna
Valea Crișului (în maghiară Sepsikőröspatak) este o comună în județul Covasna, Transilvania, România, formată din satele Calnic și Valea Crișului (reședința). În 2004 din aceasta s-a separat comuna Arcuș.

## Demografie
Componența etnică a comunei Valea Crișului
     Maghiari (91,67%)
     Români (1,32%)
     Alte etnii (0,13%)
     Necunoscută (6,88%)
Componența confesională a comunei Valea Crișului
     Romano-catolici (58,2%)
     Reformați (21,07%)
     Unitarieni (10,83%)
     Alte religii (2,68%)
     Necunoscută (7,22%)
Conform recensământului efectuat în 2021, populația comunei Valea Crișului se ridică la 2.354 de locuitori, în creștere față de recensământul anterior din 2011, când fuseseră înregistrați 2.307 locuitori. Majoritatea locuitorilor sunt maghiari (91,67%), cu o minoritate de români (1,32%), iar pentru 6,88% nu se cunoaște apartenența etnică. Din punct de vedere confesional, majoritatea locuitorilor sunt romano-catolici (58,2%), cu minorități de reformați (21,07%) și unitarieni (10,83%), iar pentru 7,22% nu se cunoaște apartenența confesională.

## Politică și administrație
Comuna Valea Crișului este administrată de un primar și un consiliu local compus din 11 consilieri. Primarul, Sándor Kisgyörgy[*], de la Uniunea Democrată Maghiară din România, este în funcție din octombrie 2020. Începând cu alegerile locale din 2024, consiliul local are următoarea componență pe partide politice:
|  | Partid                                 | Consilieri | Componența Consiliului | Componența Consiliului | Componența Consiliului | Componența Consiliului | Componența Consiliului | Componența Consiliului | Componența Consiliului | Componența Consiliului | Componența Consiliului | Componența Consiliului | Componența Consiliului |
|  | -------------------------------------- | ---------- | ---------------------- | ---------------------- | ---------------------- | ---------------------- | ---------------------- | ---------------------- | ---------------------- | ---------------------- | ---------------------- | ---------------------- | ---------------------- |
|  | Uniunea Democrată Maghiară din România | 11         |                        |                        |                        |                        |                        |                        |                        |                        |                        |                        |                        |

## Galerie de imagini

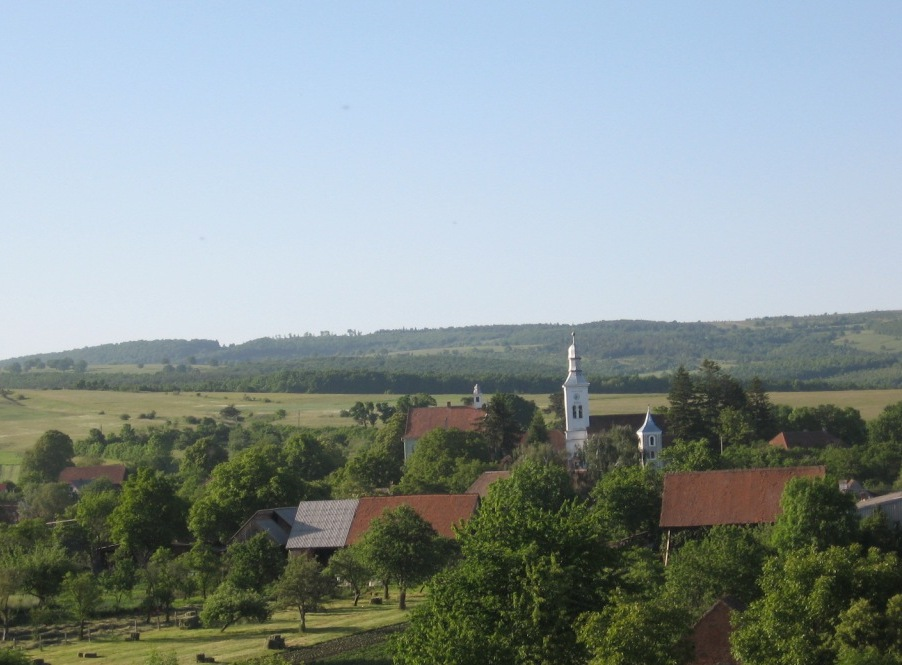
Panorama
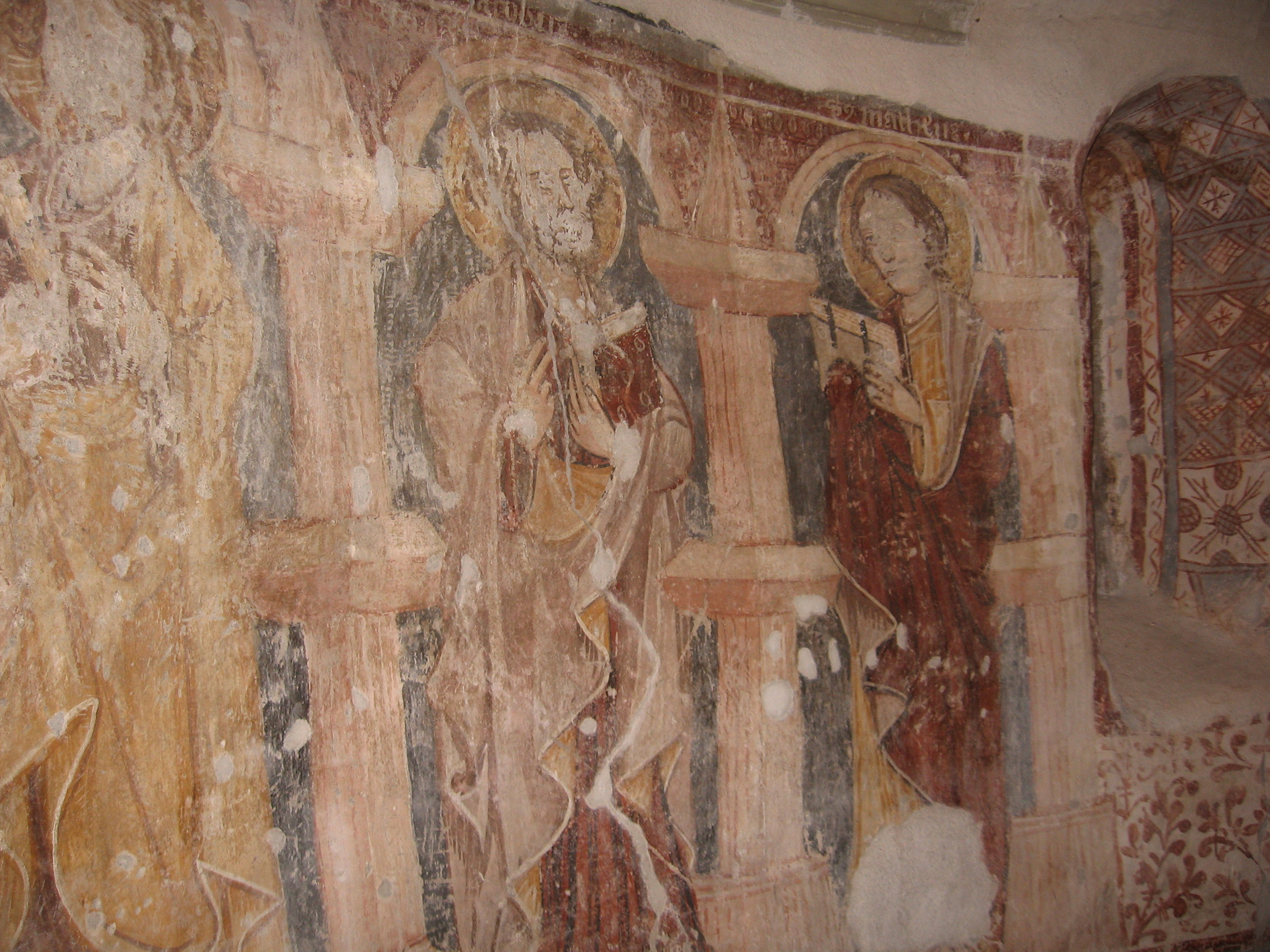
Biserica catolica Valea Crisului
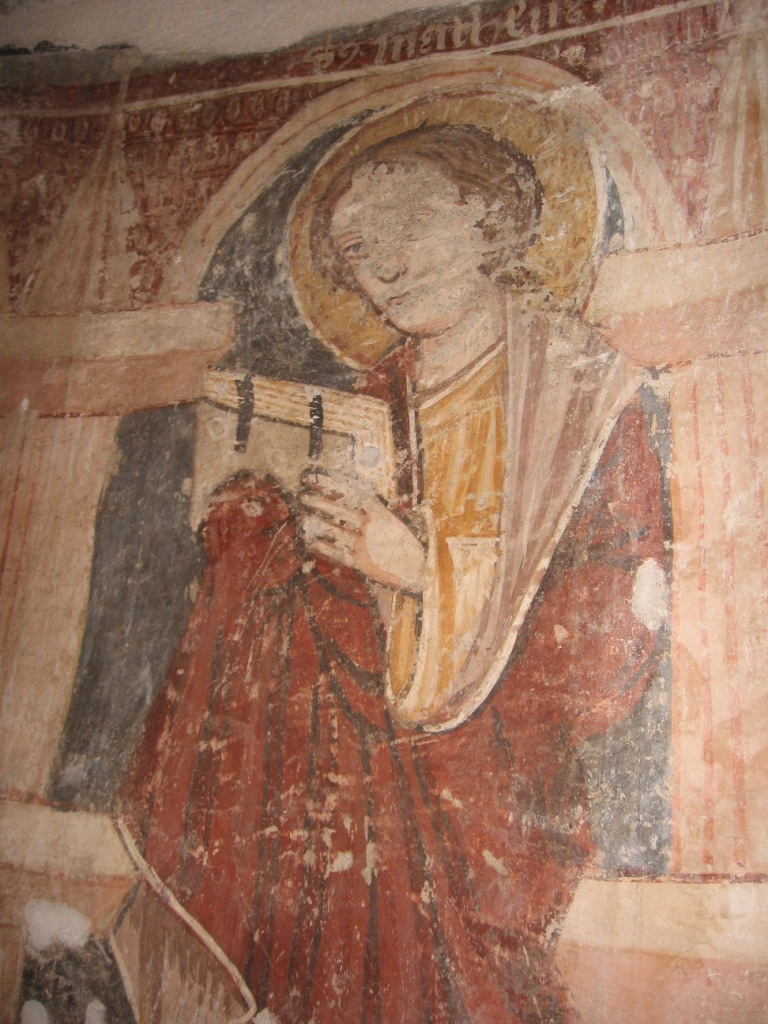
Apostolul Matei
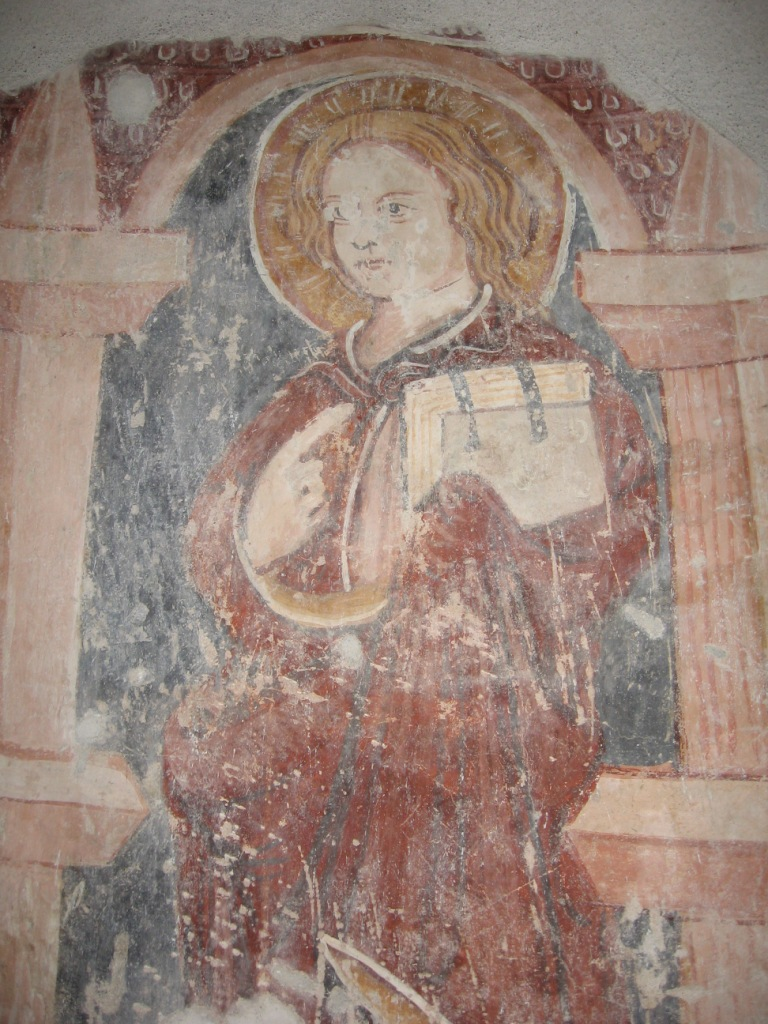
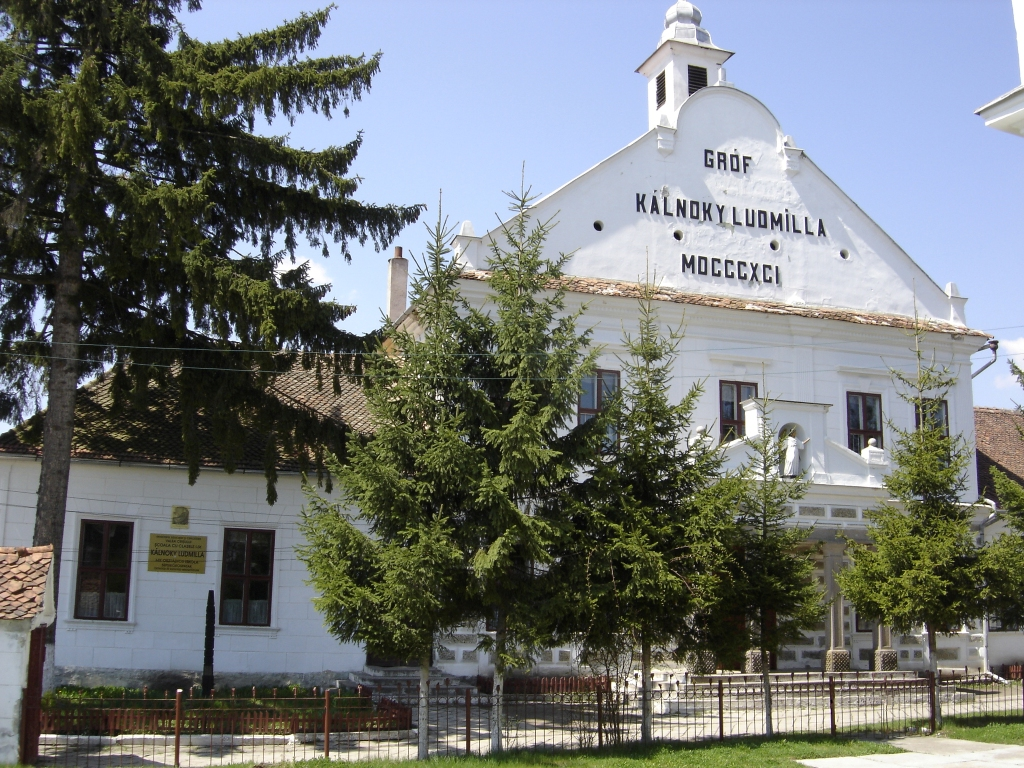
Şcoala Kálnoky Ludmilla
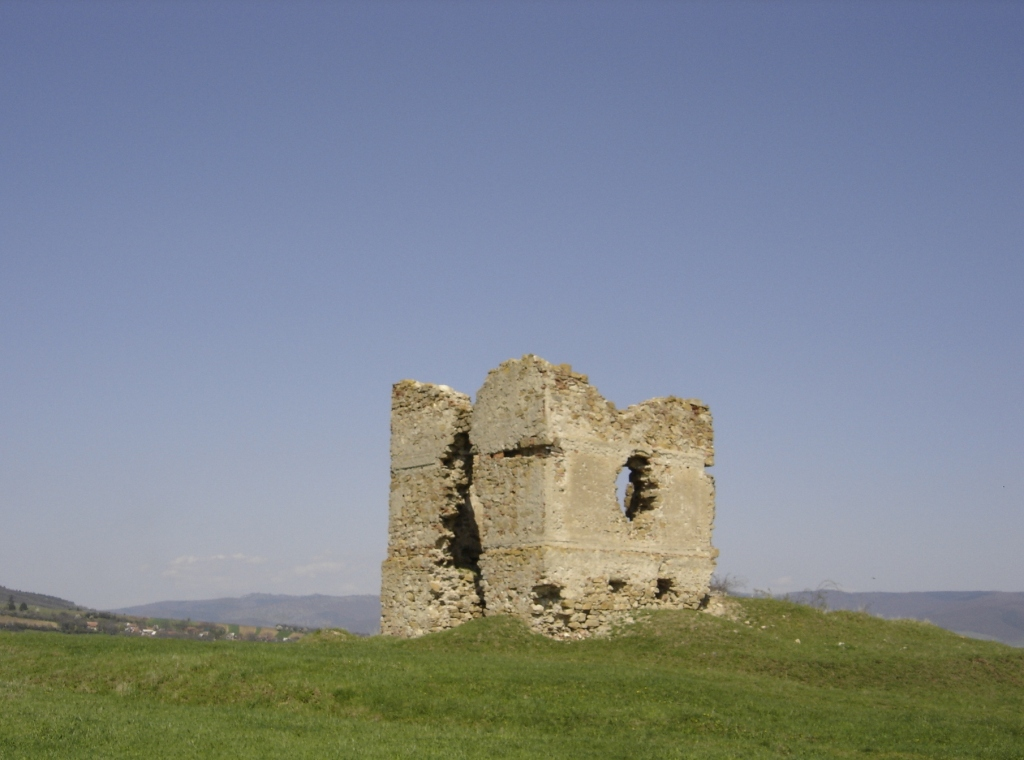
Capelă
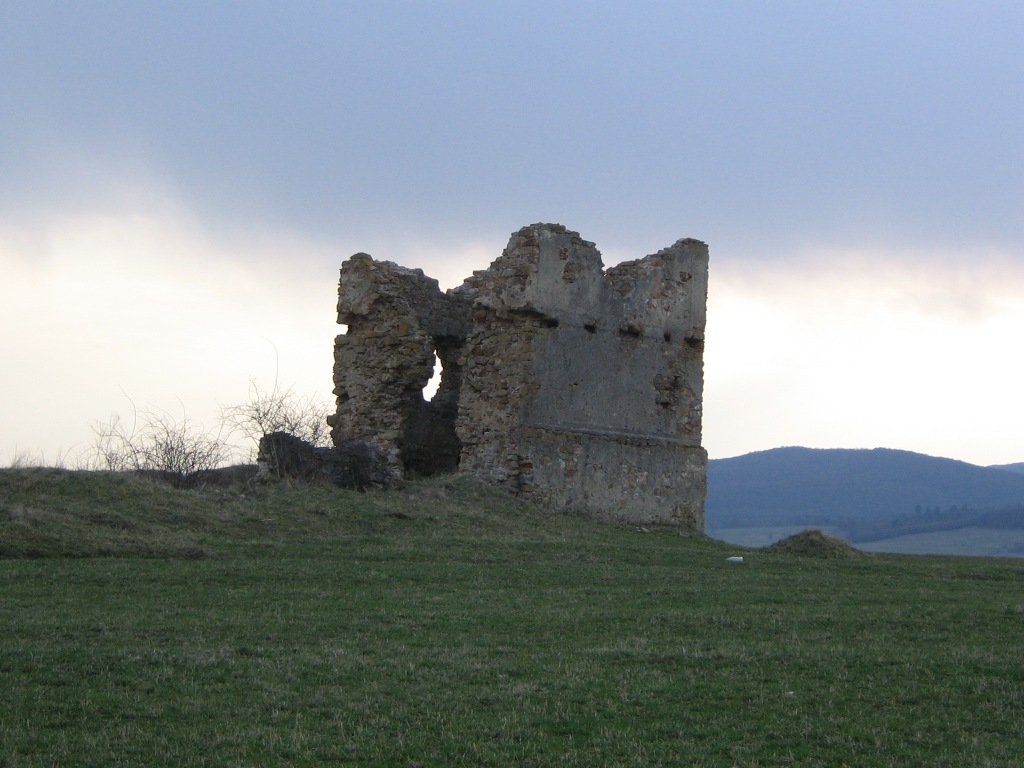
Capelă
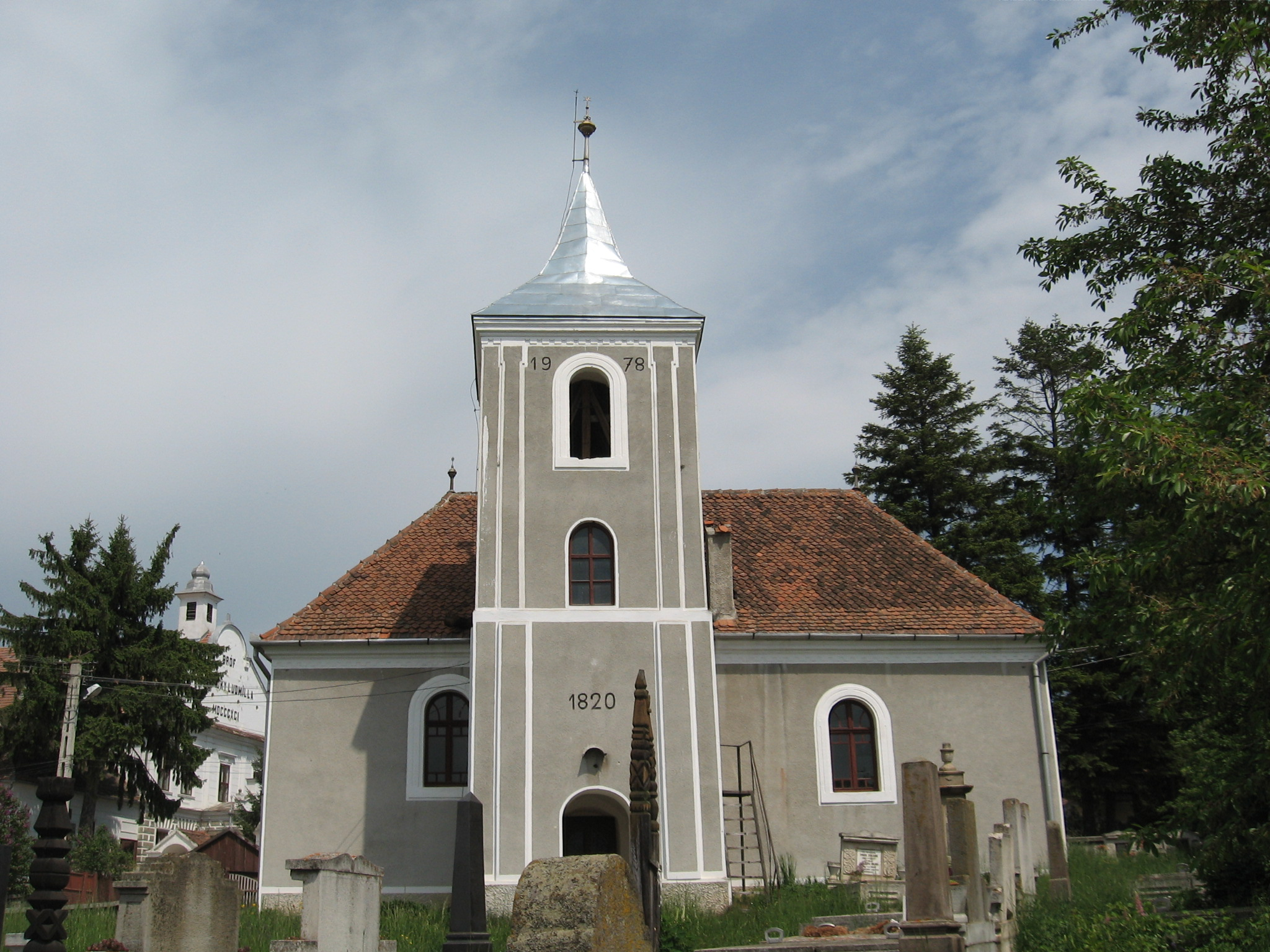
Biserica reformată
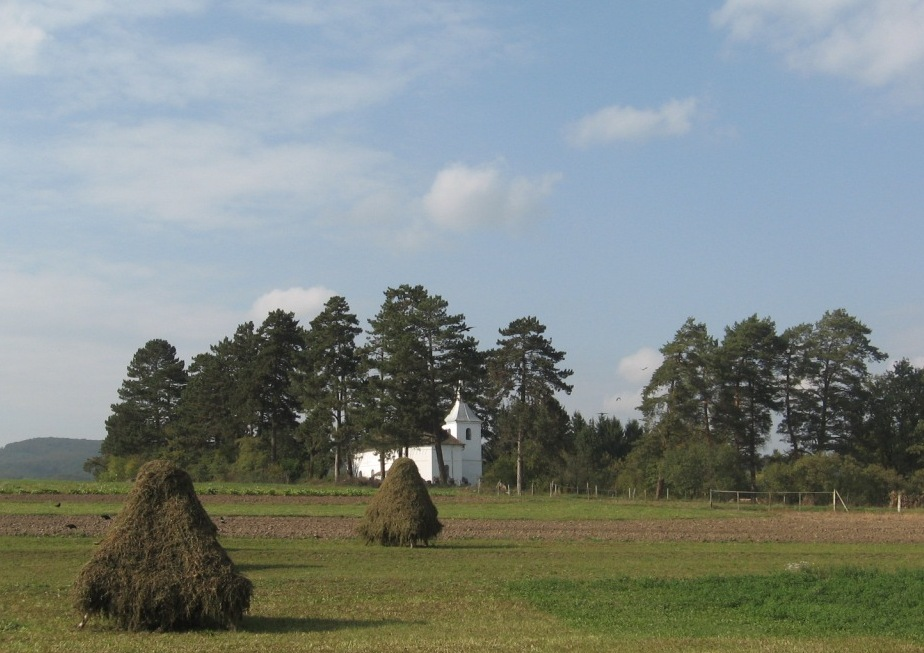
Biserica unitariană
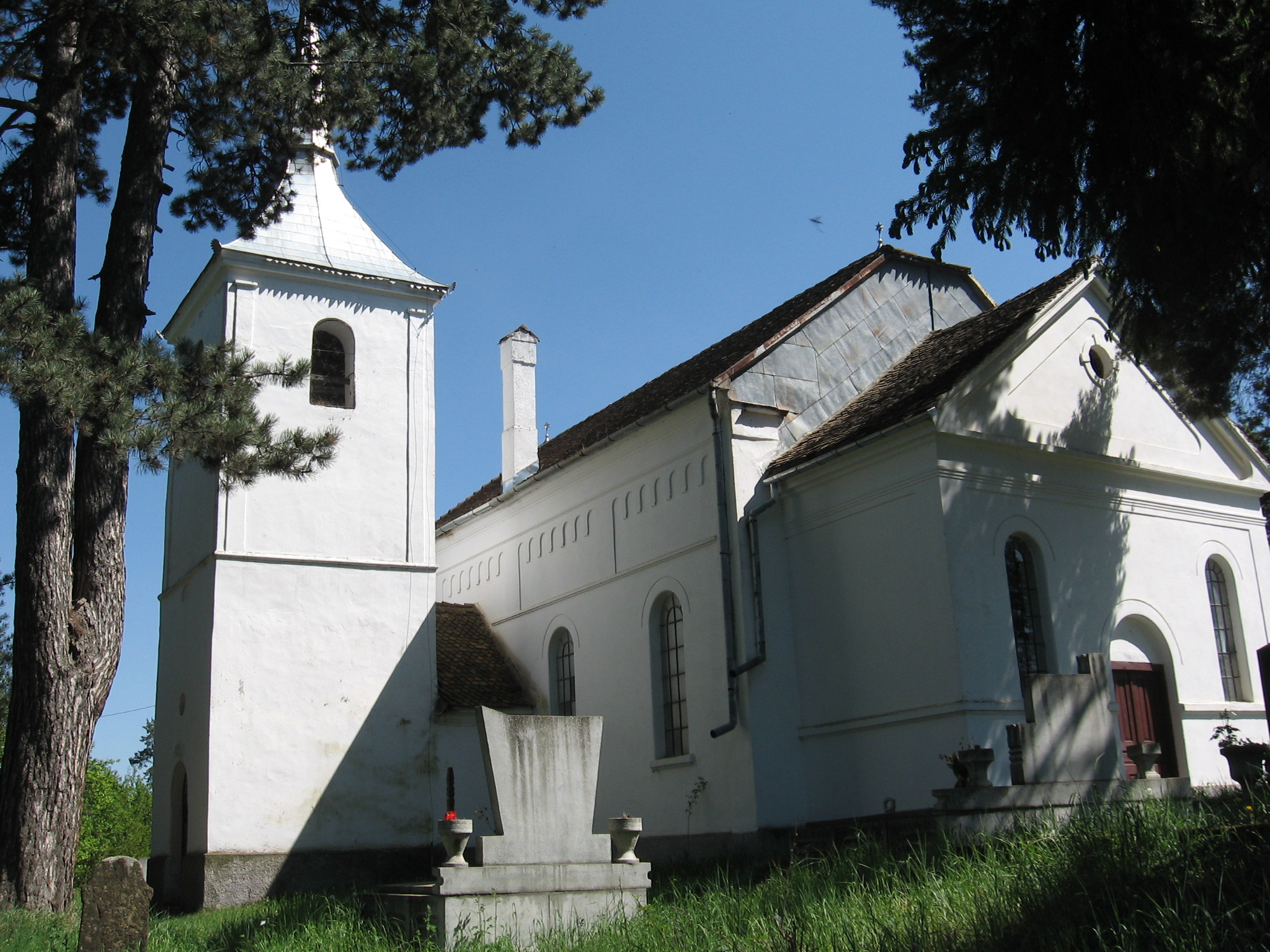
Biserica unitariană
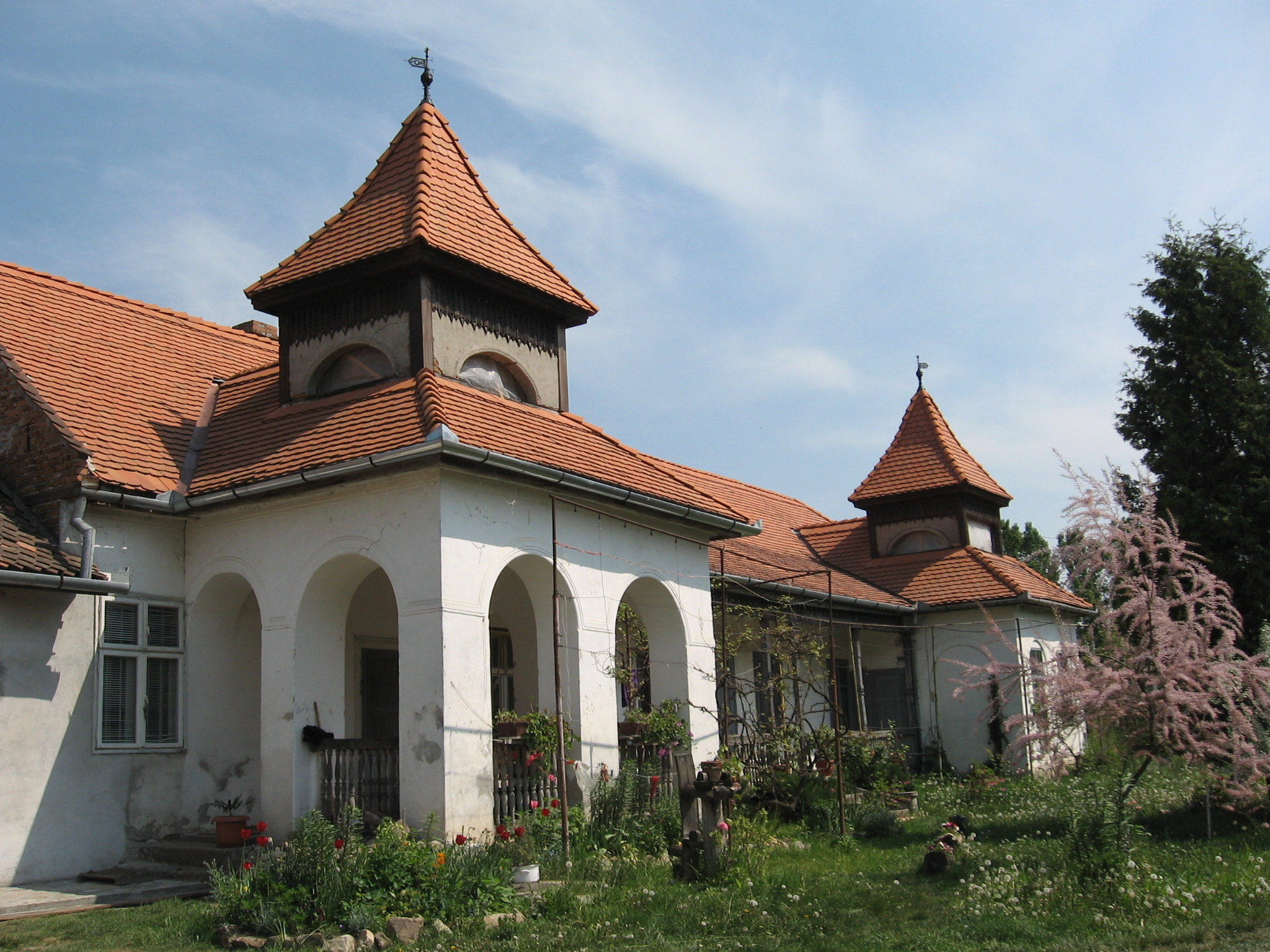
Locuinţă